# Mixophyes fleayi
Espèce
Statut de conservation UICN

 EN B2ab(ii,iii,iv,v) : En danger
Mixophyes fleayi est une espèce d'amphibiens de la famille des Myobatrachidae.

## Répartition
Cette espèce est endémique de la côte Est de l'Australie,. Elle se rencontre dans le sud-est du Queensland et dans le nord-est de la Nouvelle-Galles du Sud.

## Description

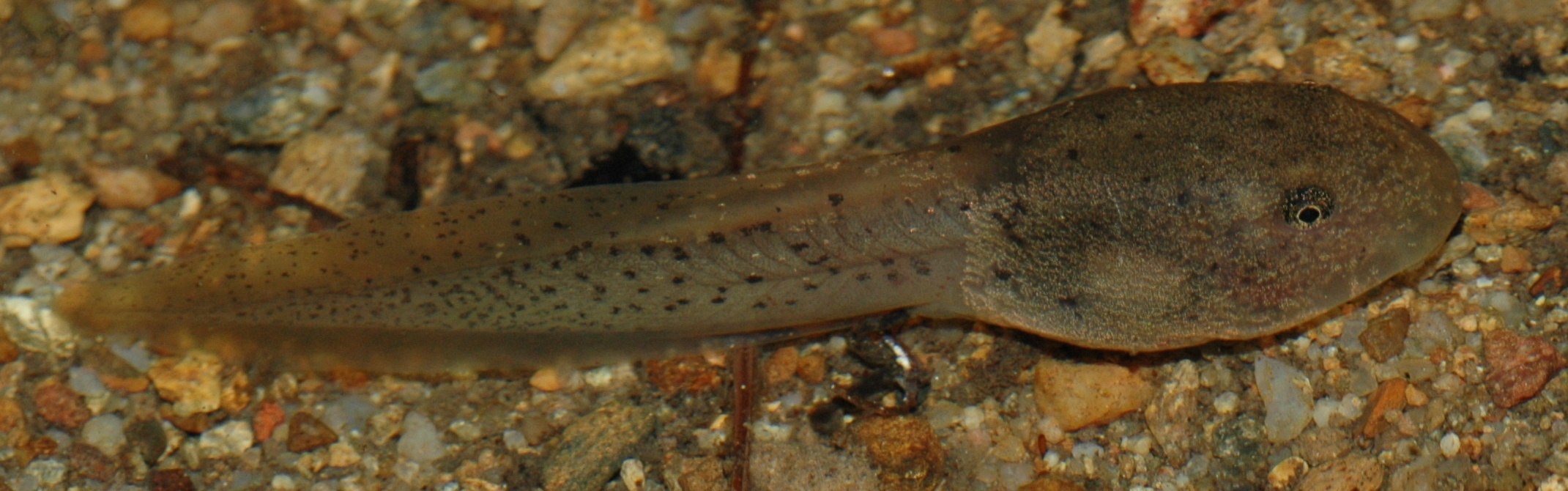
Têtard de Mixophyes fleayi

Mixophyes fleayi mesure jusqu'à 90 mm. Son dos est brun clair avec des taches sombres. Sa peau est finement granuleuse. Une bande brun sombre débute derrière les yeux et se prolonge vers l'arrière. Les membres présentent sept à huit barres sombres. Les flancs sont tachés de noir. Son ventre est jaune pâle ou blanc. Les cuisses sont jaunes et marbrées de noir.
Les têtards peuvent mesurer jusqu'à 65 mm.

## Étymologie
Son nom d'espèce lui a été donné en l'honneur de David Fleay, naturaliste australien.

## Publication originale
- Straughan, 1968 : A new barred river frog (Myobatrachidae: Mixophyes). Memoirs of the Queensland Museum, vol. 25, p. 233-237 (texte intégral).